# ایکینجی یالاما
ایکینجی یالاما (به لاتین: İkinci Yalama) یک منطقه مسکونی در جمهوری آذربایجان است که در شهرستان خاچماز واقع شده‌است.